# Sidi Ghanem
Sidi Ghanem (en àrab سيدي غانم, Sīdī Ḡānim; en amazic ⵙⵉⴷⵉ ⵖⴰⵏⵎ) és una comuna rural de la província de Rehamna, a la regió de Marràqueix-Safi, al Marroc. Segons el cens de 2014 tenia una població total de 10.099 persones.